# Philereme affectata
Philereme affectata là một loài bướm đêm trong họ Geometridae.